# Dreamland (Coney Island)
Pour les articles homonymes, voir Dreamland.

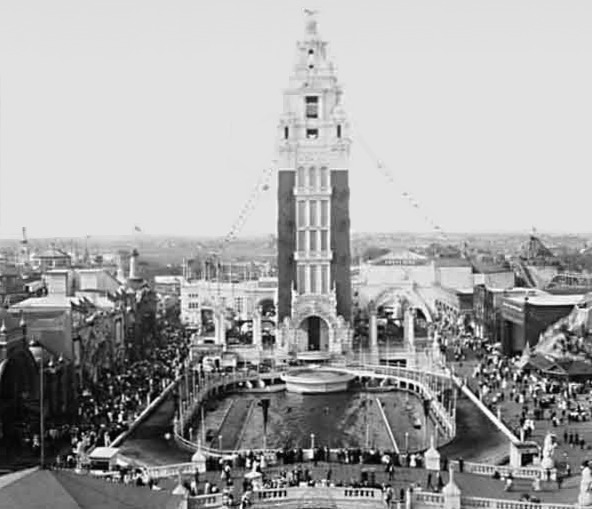
La tour de Dreamland et le lagon en 1907.

Dreamland était un trolley park situé à Coney Island, Brooklyn, New York de 1904 à 1911.

## Histoire
Créé par le Tammany Hall et l'homme d'affaires William H. Reynolds, Dreamland a été conçu comme un lieu de loisir de grande classe, avec une architecture élégante, des expositions éducatives parmi les attractions et manèges. Le lieu était également réputé pour être composé d'un million d'ampoules électriques, soulignant l'architecture du lieu.
Le parc comptait comme principales attractions, un parcours de montagnes russes, une copie des canaux vénitiens avec balades en gondoles, le village de lilliputiens, ...

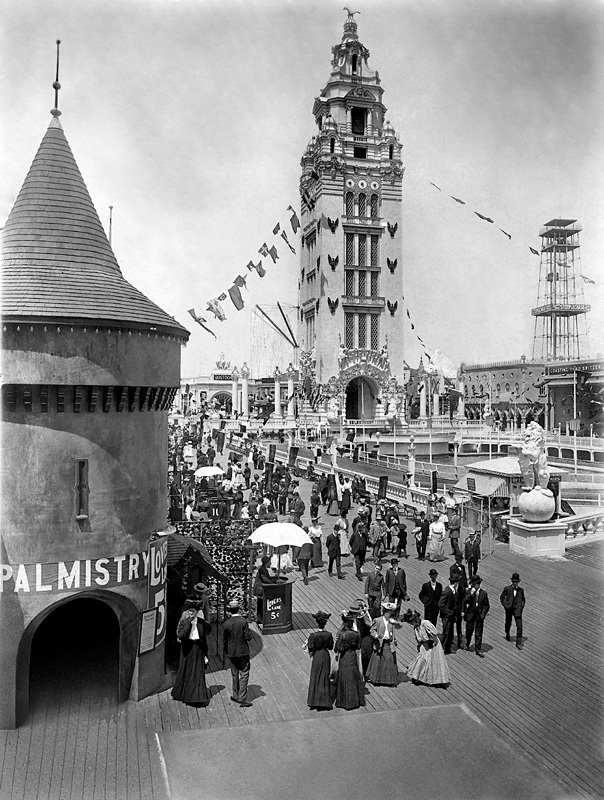
Dreamland tower vers 1905

A Coney Island, la concurrence entre parcs était rude, en particulier avec le Luna Park qui était bien mieux géré. Pour la saison 1911, le parc subit alors beaucoup d'améliorations. Samuel W. Gumpertz (qui deviendra plus tard le directeur de Ringling bros. and Barnum & Bailey circus) devint chef exécutif du parc. Le parc fut repeint avec des couleurs plus lumineuses et le parc ajouta un train fantôme nommé Hell Gate. 
Le 27 mai 1911 vers 1 heure 30 du matin une série d'ampoules explosèrent, certainement à cause d'une mauvaise installation électrique et mirent le feu à Hell Gate. L'incendie se propagea rapidement à travers le parc. Les bâtiments étaient faits principalement de bois couvert de staff (matériaux facilement inflammables et très courant dans les constructions de Coney Island). Un système de réserve d'eau pour prévenir des incendies avait même été mis en place, malheureusement cette nuit-là, elle n'a pas suffi à arrêter les flammes. Le parc contenait également quelques animaux, ils furent libérés pour qu'ils puissent en réchapper et c'est ainsi notamment qu'un lion du nom de Black Prince fut lâché dans les rues parmi la foule avant d'être maîtrisé par la police.
D'autres parcs de Coney Island furent reconstruits après des incendies, même très important, Dreamland fut quant à lui abandonné.
Aujourd'hui, l'emplacement où était situé le parc est occupé par L'Aquarium de New York et la station de métro qui lui est réservée.

## Culture

### Dreamland dans la littérature
- Kevin Baker a écrit un Roman historique nommé Dreamland, sur la vie à New-York à l'époque où Dreamland existait. Il y est question de politique, d'économie, des circonstances sociales de l'époque et Dreamland est un endroit central du livre. Le livre décrit également l'incendie qui ravagea le parc.

- Steven Millhauser, dans une de ses nouvelles intitulée Paradise Park parle de Dreamland en tant que parc rival. On peut également trouver des similitudes frappantes entre Paradise Park et Dreamland comme l'incendie et le lieu.

- Le roman De grote wereld de l'écrivain néerlandais Arthur Japin se situe en partie à Dreamland.

- Dreamland est également le cadre de Lilliputia, une tragédie de poche, de Xavier Mauméjean

- L'album de jeunesse Le pompier de Lilliputia[2] (2009) de Fred Bernard et François Roca situe son action à Coney Island, précisément dans le parc Dreamland, en mettant en scène un nain du village des Lilliputiens.

### Dreamland dans la musique
Brian Carpenter a écrit une pièce musicale qu'il enregistra avec son groupe Beat Circus sous le nom de Dreamland. Cette pièce est composée d'une série de chansons constituées à partir de faits historiques (personnages et endroits réels) et fictionnels : l'histoire d'un travailleur dans une mine d'or, pauvre et alcoolique qui signe un pacte avec le diable et fuit vers l'est pour faire des numéros de cirque à Dreamland. Le livret contient des images historiques de Dreamland offertes par le musée de Coney Island.

## Anecdotes
- Violetta, une femme-tronc chanteuse de cabaret d'origine allemande, s'est produit dans le parc de dreamland aux alentours de 1925